# Koti-Se-Phola Community
Koti-Se-Phola Community är en gemenskap i Lesotho.   Den ligger i distriktet Mafeteng, i den sydvästra delen av landet, 70 km söder om huvudstaden Maseru.